# 鵞鳥湖の夜
『鵞鳥湖の夜』（がちょうこのよる、原題：南方車站的聚会）は、2019年の中国・フランス合作映画。
誤って警官を射殺し賞金首となってしまった男と、男の前に現れた謎めいた娼婦が繰り広げる逃避行を描いたフィルム・ノワール映画。第72回カンヌ国際映画祭コンペティション部門正式出品作品。
日本では2020年5月29日に公開される予定だったが、新型コロナウイルスの影響で延期となり同年9月25日に公開された。

## ストーリー
7月17日：刑務所を出所したチョウは、古巣のバイク窃盗団の講習会に顔を出し、指南役のマーがシマの割り振りをするが、対立する猫目と猫耳の兄弟が因縁をつけて乱闘になり、チョウの手下の金髪男が猫耳に発砲して殺気立つ。マーの仲裁で、両グループは盗んだバイクの数で決着をつけることになるが、その最中、猫目が仕掛けた罠で金髪男が殺され、チョウも胸に銃弾を受け、チョウが発砲して警官を射殺してしまう。
18日：警察は警官殺しの容疑者であるチョウを報奨金付きで全国指名手配する。チョウが鵞鳥湖周辺に潜んでいるという情報を得た警察は、リウ隊長率いるチームが捜査に乗り出す。一方、鵞鳥湖で“水浴嬢”と呼ばれる娼婦をしているアイアイは元締めのホアから、チョウの妻シュージュンを彼のところに連れて行くよう指示を受ける。
19日：アイアイは家具店で働くシュージュンに会うが、彼女は妻子を捨てたチョウに愛想を尽かしたと言い、それでも同行に応じる。アイアイとシュージュンは待ち合わせの鵞鳥湖の店に出向くがチョウは現れず、二人はチョウの手下チャンから、チョウは報奨金を妻子に残そうと呼び出したことを聞く。この待ち合わせを密告したのはシュージュンで彼女は泣き崩れ、持病の発作を起こしてしまう。こうしてアイアイはシュージュンの代わりにチョウと会うことになる。
郊外の駅でシュージュンを待つチョウに、アイアイはシュージュンが来られないことを伝える。二人は互いを探り合いながら、チョウはここ数日の出来事を語り、捜査の手を逃れるため二人は一時的に別れる。
20日：鵞鳥湖で落ち合ったチョウとアイアイは、ボートの上で刹那的に結ばれる。アイアイは部屋の鍵をチョウに渡して来るように言って去るが、約束の時間に部屋でチョウを待っていたのは猫目と猫耳の兄弟だった。
乱闘の末、二人を倒して逃げたチョウは、再びアイアイを見つけ出して二人で食堂に寄るが、会計をする素振りで席を立ったアイアイは戻らなかった。外には警察の網が迫り、追い詰められたチョウはリウ隊長の銃弾に倒れるが、通報したのはアイアイだった。
後日、アイアイは報奨金を受け取って、待ち合わせたシュージュンと笑みを交わしながら歩き、それをリウ隊長は陰から見送った。

## キャスト
- チョウ・ザーノン：フー・ゴー
- リウ・アイアイ：グイ・ルンメイ
- リウ警部：リャオ・ファン
- ヤン・シュージュン：レジーナ・ワン
- ホア・ホア：チー・タオ
- ヤン・グァ：ホアン・ジュエ
- ピン・ピン：クロエ・マーヤン
- シャオ・ドンペイ：チャン・イーコン
- クライアント：チェン・ヨンジョン

## スタッフ
- 監督・脚本：ディアオ・イーナン
- 製作：シェン・ヤン、ルー・ユン
- 撮影：トン・ジンソン
- 編集：コン・ジンレイ、マチュー・ラクロー
- 美術：リュウ・チアン
- 音楽：B6